# Theodor Schultze-Jasmer
Theodor Schultze-Jasmer (født 7. juli 1888 i Oschatz, Sachsen; død 30. oktober 1975 i Prerow) var en tysk maler, grafiker og fotograf.

## Liv og gerning
Hans far var en tekstilhandler, moderen (født Jasmer) gav ham efter den tidlige død af hendes mand og flytning til Leipzig lektioner i maleri og tegning. Han gik i gymnasiet i Leipzig. Fra 1904 til 1913 foretog han hele sommeren studieture til Zingst.
I 1907 blev han optaget til Det Kongelige Akademi for Grafisk Kunst og Boghandel i Leipzig. Efter vellykket gennemførelse af studier i 1911 efterfulgt af freelance arbejde som grafisk designer i Leipzig. Han producerede blandt andet coverdesignet til Theodor Storms værker i individuelle udgaver. I 1914 foretog han en studietur til Estland, men ved udbruddet af 1. Verdenskrig kom han i civilfangenskab i Vologda.
I 1915 giftede han sig med Elli Lehbert i Vologda. Den 19. juli 1918 blev hans søn Jens født. I 1918, efter afslutningen af 1. verdenskrig, vendte han tilbage fra efter en kort deltagelse på vestfronten i Verdun. Han genoptog sin freelance grafikvirksomhed i Leipzig. I 1920 flyttede han til Heidebrink-Wollin i Pommern. Et år senere flyttede han til Prerow på Darß og købte der det senere Eschenhaus i Grünen Straße. Han åbner "Darßer Kunsthütte" sammen med E.Th. Holtz. I 1921 giftede han sig med Käthe Baake.
I 1929 flyttede "Darßer Kunsthütte" til det tidligere Warmbad i Prerow-samfundet overfor Dünenhaus. I 1945 fulgte den sene indkaldelse til Landschütze mod slutningen af 2. verdenskrig. Ved krigens slutning vendte han tilbage til fods fra Holland via Hamborg til sin landsby.
Efter 2. verdenskrig fortsatte han sit freelancearbejde som maler og grafiker i Prerow, han fortsatte også "Darßer Kunsthütte". Kunstnerisk koncentrerede han sig om fotografering og holdt mere end 50 lysbilledforedrag årligt, hvor han fortalte turister og besøgende om skønheden i Darßlandschaft levende og med stor begejstring. Men han dokumenterede også synken af den legendariske Buchen på Darßer Weststrand, Windflüchter. Han var medlem af DDR's sammenslutning af billedkunstnere og i Kulturbund der DDR, var involveret som repræsentant for lokalsamfundet og distriktsråd for distriktet Ribnitz-Damgarten. Hans kunstneriske aktivitet forblev ubrudt indtil alderdom. Han var atter og atter åben for nye former og teknikker, såsom litografi og arbejde i emalje.
Theodor Schultze-Jasmer døde den 30. oktober 1975 i Prerow og blev begravet på den lokale kirkegård.